# 뿅망치

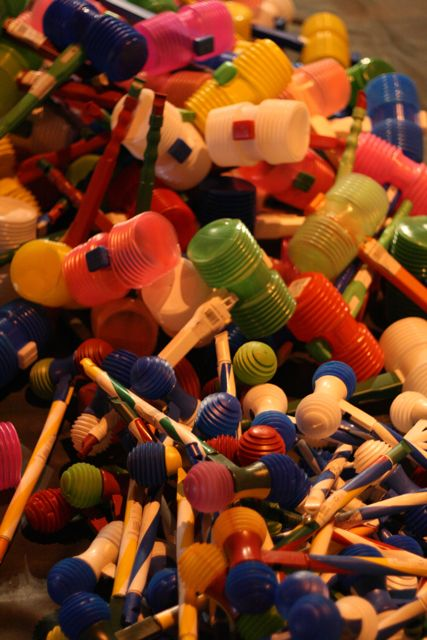
작은 여러 뿅망치들.

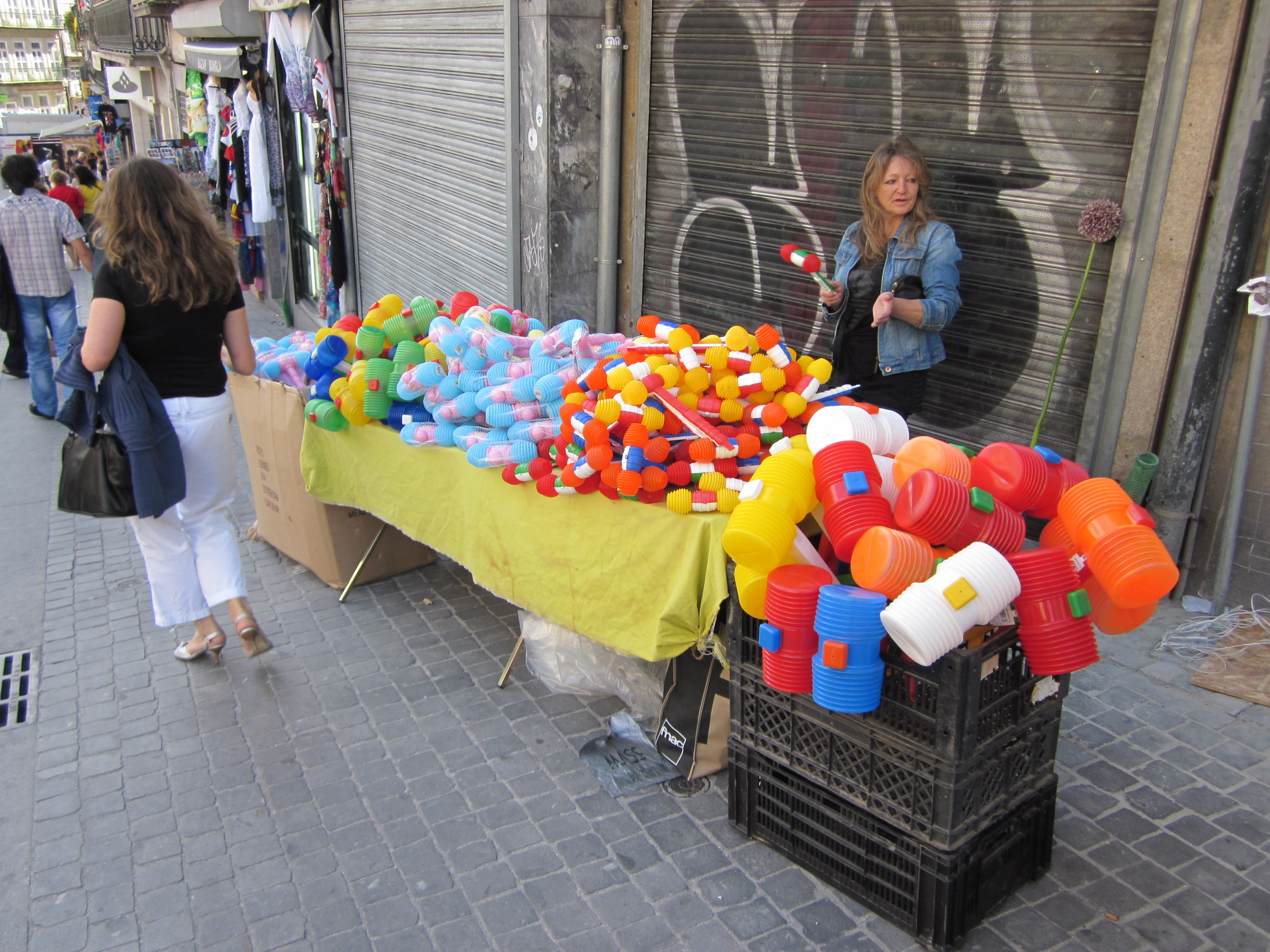
포르투의 거리에서 뿅망치를 판매하고 있는 상인.

뿅망치는 망치모양의 장난감이다. 대개 플라스틱으로 만들며, 양쪽에 주름이 잡혀있고 작은 호각이 있어 때리면 뿅하는 소리를 낸다. 요즘은 아이돌 응원도구로 제작되기도 한다.

## 문화
대한민국의 텔레비전 예능 프로그램에 자주 등장하는 소도구로 벌칙에 이용되기도 한다. 예능에 등장하는 뿅망치 벌칙은 지나치게 가학적이라는 지적이 있다.
포르투에선 세례자 요한을 기리는 축제인 사오 조아오 두 포르투(포르투갈어: São João do Porto, 포르투의 성 요한) 때 서로 뿅망치로 때리는 풍습이 있다.

## 안전
뿅망치는 비작동 완구로 분류되어 별도의 사용상 안전 규제는 없다. 그러나 제조사 자율로 안전 검사를 받는다.